# Distrito de Neustadt an der Aisch-Bad Windsheim
Neustadt del Aisch-Bad Windsheim es uno de los 71 distritos en que está dividido administrativamente el Estado alemán de Baviera.

## Ciudades y municipios
Ciudades
- Bad Windsheim
- Burgbernheim
- Neustadt an der Aisch
- Scheinfeld
- Uffenheim

Municipios
| - Baudenbach - Burghaslach - Dachsbach - Diespeck - Dietersheim - Emskirchen - Ergersheim - Gallmersgarten - Gerhardshofen | - Gollhofen - Gutenstetten - Hagenbüchach - Hemmersheim - Illesheim - Ippesheim - Ipsheim - Langenfeld - Markt Bibart | - Markt Erlbach - Markt Nordheim - Markt Taschendorf - Marktbergel - Münchsteinach - Neuhof an der Zenn - Oberickelsheim - Obernzenn - Oberscheinfeld | - Simmershofen - Sugenheim - Trautskirchen - Uehlfeld - Weigenheim - Wilhelmsdorf |